# Вернер Пфайфер
Вернер Пфайфер (нім. Werner Pfeifer; 2 травня 1912, Дрезден — 31 травня 1993, Клаусталь-Целлерфельд) — німецький офіцер-підводник, капітан-лейтенант крігсмаріне.

## Біографія
1 квітня 1933 року вступив на флот. З листопада 1939 по березень 1940 року пройшов курс підводника. З червня 1940 року — офіцер роти 1-го навчального дивізіону підводних човнів. В липні-жовтні пройшов курс командира підводного човна, одночасно вахтовий офіцер на підводному човні U-138. З 14 жовтня 1940 по 21 квітня 1941 року — командир U-56. В квітні-червні — додатковий вахтовий офіцер на U-93. З 31 липня 1941 року — командир U-581, на якому здійснив 2 походи (разом 35 днів у морі). 19 січня 1942 року потопив британський допоміжний протичовновий траулер HMS Rosemonde водотоннажністю 364 тонни; всі 25 членів екіпажу загинули. 2 лютого 1942 року U-581 був потоплений в Північній Атлантиці південно-східніше Орта (38°24′ пн. ш. 28°30′ зх. д.) глибинними бомбами британського есмінця «Весткотт». 4 члени екіпажу загинули, 42 (включаючи Пфайфера) вціліли. Пфайфер був взятий в полон. 17 липня 1947 року звільнений.

## Звання
- Кандидат в офіцери (1 квітня 1933)
- Морський кадет (23 вересня 1933)
- Фенріх-цур-зее (1 липня 1934)
- Оберфенріх-цур-зее (1 квітня 1936)
- Лейтенант-цур-зее (1 жовтня 1936)
- Оберлейтенант-цур-зее (1 червня 1938)
- Капітан-лейтенант (1 лютого 1941)

## Нагороди
- Медаль «За вислугу років у Вермахті» 4-го класу (4 роки)